# Csegeni megye

Loresztán tartomány megyéinek elhelyezkedése

Csegeni megye (perzsául: شهرستان چگنی) Irán Loresztán tartománynak egyik nyugati megyéje az ország nyugati részén. 2018-ig a Doure megye (perzsául: شهرستان دوره) nevet viselte.
Északnyugaton Delfán megye, északkeleten Szelszele megye, délkeleten Horramábád megye, délkeleten, délen Poldohtar megye, nyugaton Kuhdast megye határolják. Székhelye a 35 000 fős Szaráb-e Doure városa. Második legnagyobb városa az 1800 fős Vejsziján, további városa: Csam Palak. A megye lakossága 41 756 fő. A megye három kerületre oszlik: Központi kerület, Vejsziján kerület és Sáhivand kerület.

## Fordítás
- Ez a szócikk részben vagy egészben  a   Dowreh County című angol Wikipédia-szócikk ezen változatának fordításán alapul.  Az eredeti cikk szerkesztőit annak laptörténete sorolja fel. Ez a jelzés csupán a megfogalmazás eredetét és a szerzői jogokat jelzi, nem szolgál a cikkben szereplő információk forrásmegjelöléseként.